# Kruščica (Bela Crkva)
Pour les articles homonymes, voir Kruščica et Krušćica.
Kruščica (en serbe cyrillique : Крушчица ; en hongrois : Körtéd) est un village de Serbie situé dans la province autonome de Voïvodine. Il fait partie de la municipalité de Bela Crkva dans le district du Banat méridional. Au recensement de 2011, il comptait 861 habitants.
Kruščica est mentionnée pour la première fois en 1600.

## Religions

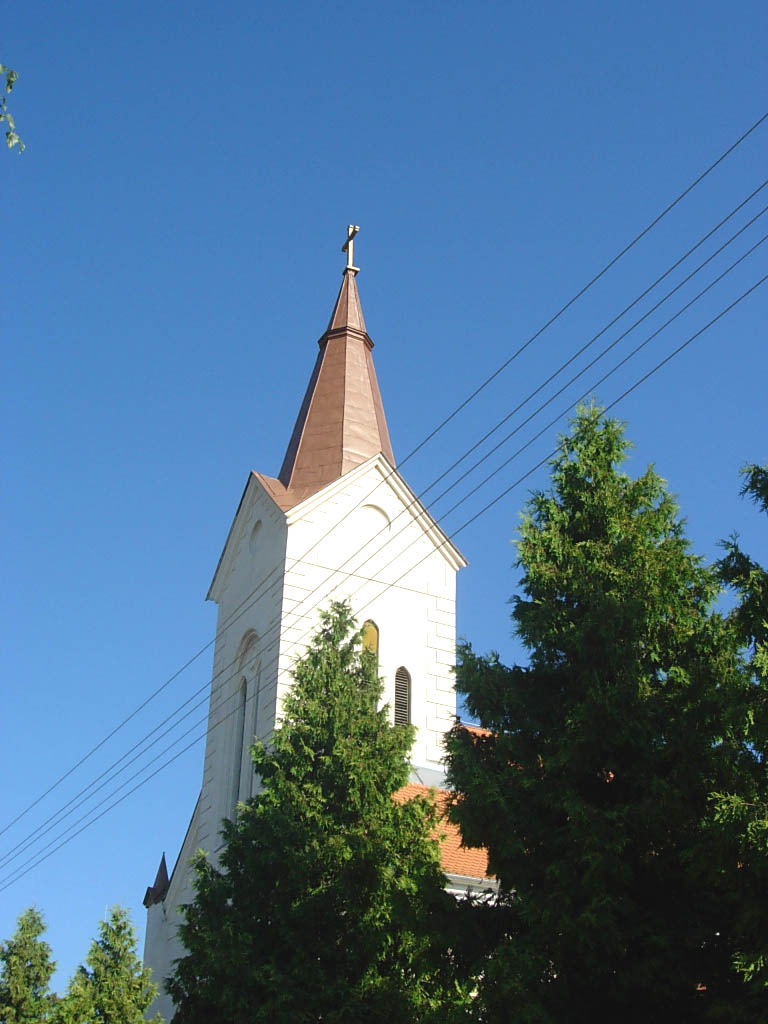
L'église catholique de l'Archiduc-Saint-Venceslas à Kruščica

## Démographie

### Évolution historique de la population
| 1948  | 1953  | 1961  | 1971  | 1981  | 1991  | 2002 | 2011 |
| ----- | ----- | ----- | ----- | ----- | ----- | ---- | ---- |
| 1 936 | 1 926 | 1 738 | 1 478 | 1 279 | 1 185 | 989  | 861  |

|  |